# Cristo de las Batallas (Macotera)
La devoción al Cristo de las Batallas en la villa de Macotera en la provincia de Salamanca, (España) desde antiguo ha sido muy grande. 
Su mayordomía siempre estuvo ligada a la de la santa Veracruz, que estaba antiguamente a cargo de varios actos durante la Semana Santa. Sirvan de ejemplos: 
- La procesión de las disciplinas que se celebró desde 1574 (poco después de la inauguración del actual templo parroquial) cuando, un grupo de sacerdotes, viendo la devoción que había entre los macoteranos hacia la santa Cruz, propuseron la creación de una cofradía, hasta el siglo XVIII. En esta procesión todos los integrantes de la cofradía llevaban una túnica abierta por atrás y que les cubría la cara y se iban flagelando con cordeles, correas y cilicios no pudiendo hablar durante el transcurso de la procesión.
- La procesión del Vía crucis que tenía lugar en Semana Santa todos los viernes cuando, ya anochecido, se bajaba en procesión por la calle Honda con el Cristo de los Misereres y los estandartes de las cofradías hacia la ermita de este Cristo donde se cantaba el Miserere. Después se volvía a la iglesia parroquial por la calle del Cristo.

Estas prácticas han desaperecido quedando rastros de la segunda: todos los viernes de Cuaresma se reza en esta ermita el Vía crucis y el Viernes Santo la procesión del Santo Entierro para en esta ermita para cantar el Miserere. 
Se celebraban las fiestas de este santo Cristo el 14 de septiembre y el día 3 de mayo. Esta última fecha, aunque era cuando la celebración era más solemne, ha desaparecido quedando únicamente la del 14 de septiembre que se sigue celebrando. La ermita sigue teniendo actualmente un grupo de mayordomos que además de mantener este edificio, tocan dos veces al día su campana: una al atardecer y otra al amanecer. Esto invita desde antiguo a rezar un Credo a este Santísimo Cristo. 
Esta advocación de Cristo estaba además relacionado desde antiguo con la llamada a quintos, en su ermita era donde tenía lugar la despedida de estos quintos cuando marchaban a la guerra o al servicio militar. 
La ermita actual data de 1926-27 (como lo atestigua su veleta) y está hecha con ladrillos y adobe. La imagen del Cristo de las Batallas data del siglo XVII. Está situada a la salida del pueblo junto a donde comienza el camino que nos lleva al vecino pueblo de Tordillos.

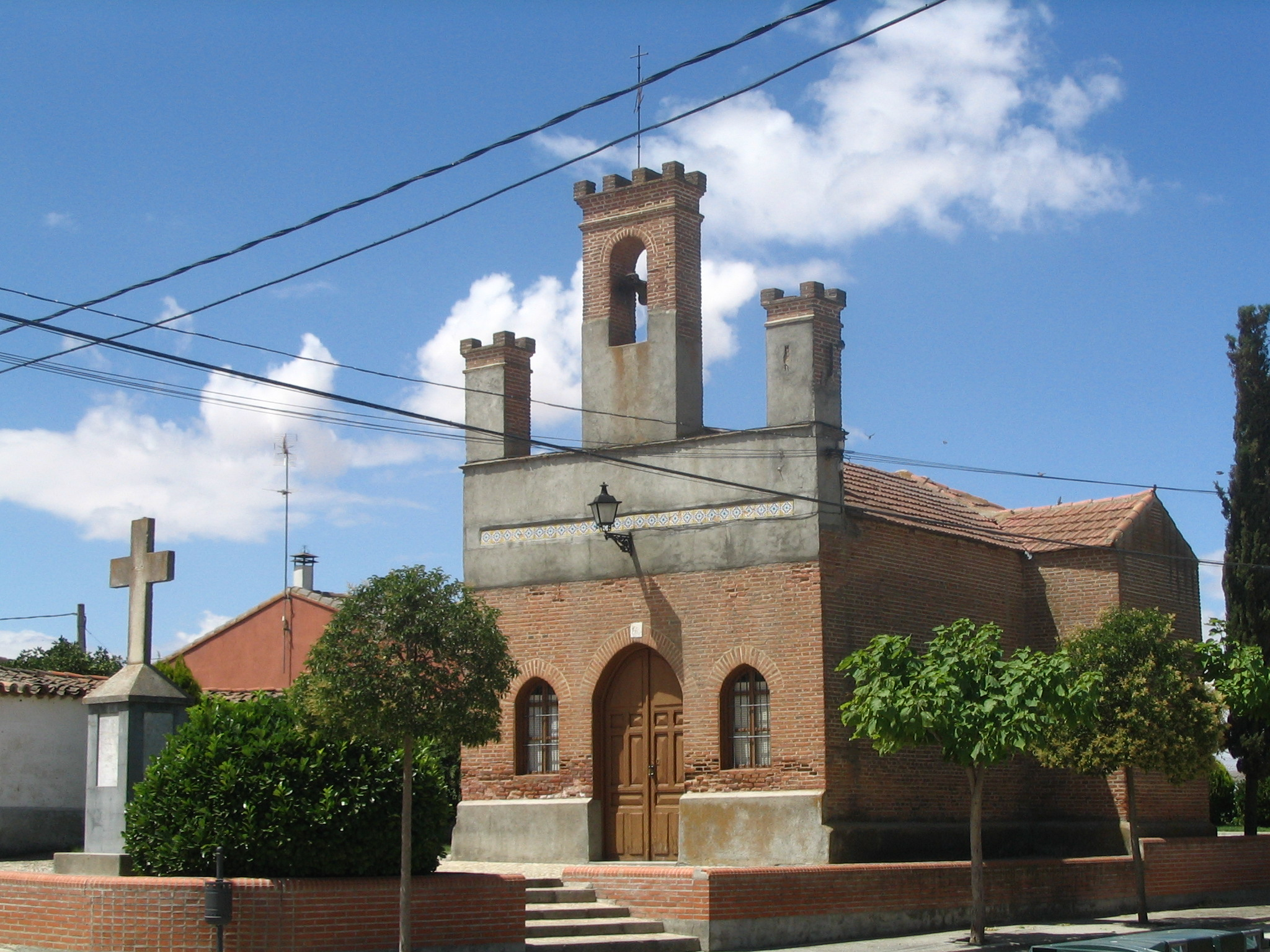
Ermita del Santo Cristo de las Batallas, Macotera.JPG.